# Norman Cöster

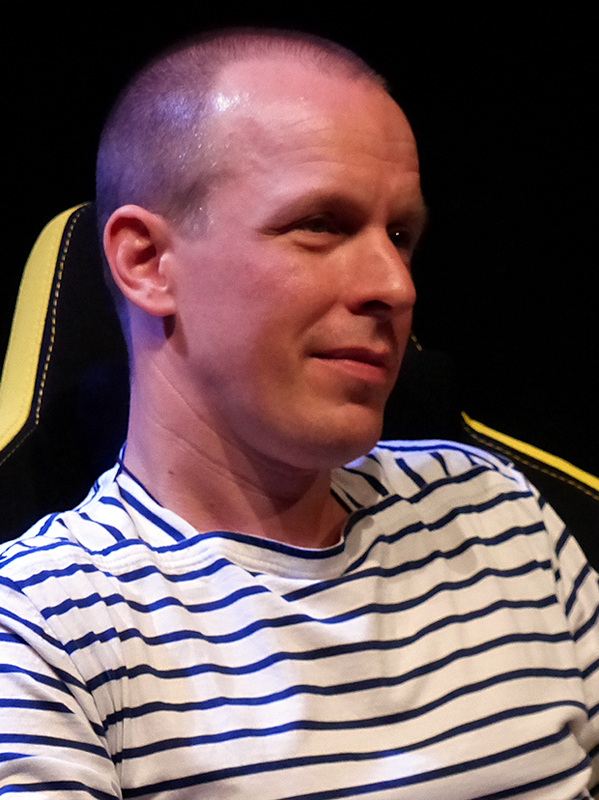
Norman Cöster, 2018

Norman Cöster (* 11. Juli 1975 in Kassel) ist ein deutscher Drehbuchautor, Schauspieler und Regisseur.
Nach dem Abitur lernte Cöster Schauspiel an der Schauspielschule Zerboni in München, brach die Ausbildung aber nach zwei Jahren vorzeitig ab und begann 1999 in der bumm film zu arbeiten, der Produktionsfirma von Tommy Krappweis. Dort ist er bis heute als Drehbuchautor, Regisseur und Schauspieler tätig und gehört neben Krappweis und David Gromer zum kreativen Kern der Firma. Zusammen mit Krappweis erfand er für den KiKA die Fernsehfigur Bernd das Brot, als dessen lebendes Vorbild er gilt. Neben Tolle Sachen (2000–2002) entwickelte er noch weitere Formate mit Bernd und seinen Freunden Chili das Schaf und Briegel der Busch, u. a. Chili TV (2001–2005), Bravo Bernd (2003–2010) und Berndivent (2006), Bernd & Friends (2009–2010) und zuletzt 2015 Bernd Channel. An allen Serien war er als Hauptautor, Regisseur und als Schauspieler in diversen Nebenrollen beteiligt. So sieht man ihn z. B. in Bernd das Brot wiederholt in der Rolle des Polizisten Budimtschitsch oder als Prinz Fröhlich.
Zu seinen weiteren Arbeiten als Drehbuchautor gehören Join the Club für Suntv (2000–2001), die ProSieben Märchenstunde, bei der er auch Regie führte und in mehreren Folgen als Darsteller zu sehen war, das Talkformat Sauhund (2013) für das BR Fernsehen, das Gaming-Magazin GameCraft (2014, DMAX) und Echt Jetzt?!, eine für Boomerang produzierte Wissensshow für Kinder. Bei der Verfilmung von Tommy Krappweis’ Fantasyroman Mara und der Feuerbringer übernahm er, neben David Gromer, die Second-Unit-Regie und hatte außerdem eine Nebenrolle inne. Weitere Rollen hatte er in dem ProSieben Funny Movie Spiel mir das Lied und du bist tot, in der Krimi-Parodie C.I.S. – Chaoten im Sondereinsatz und in einer Folge der Fernsehserie Hubert und Staller. Als Sprecher konnte man Cöster in der japanischen Wettkampfshow Ninja Warrior (2009) hören, in der er gemeinsam mit Gromer das Geschehen kommentierte. 
Er ist Chefautor des von der bumm game und Chimera Entertainment entwickelten Computerspiels Bernd das Brot und die Unmöglichen und hat im Spiel auch einige Sprecherrollen übernommen. Das Point-and-Click-Adventure ist 2014 erschienen und war u. a. für den Deutschen Computerspielpreis nominiert. Seit 2017 arbeitet er auch als Regisseur und Autor der Hörspielproduktionen der bumm film. Er ist einer der Sprecher in Staffel 1 und 2 der Ghostsitter-Reihe von Tommy Krappweis und in dem zweiteiligen Hörspiel Die Zwerge, einer von ihm bearbeiteten Fassung des gleichnamigen ersten Bands der Fantasy-Reihe von Markus Heitz, bei dem er auch die Regie übernahm.

## Werke
- Norman Cöster, Bernd Lammel, Susanne George (Hrsg.): Bernd das Brot – Mein Leben ist die Hölle! (= Ki.KA-Buchreihe). VGS Egmont, Köln 2004, ISBN 3-8025-3422-0.
- Norman Cöster, Bernd Lammel, Daniel Remsperger (Hrsg.): Bernd das Brot – Bernds Buch der wundersamen Ausreden. (= Ki.KA-Buchreihe). VGS Egmont, Köln 2005, ISBN 3-8025-3471-9.